# Världen utanför
Världen utanför, släppt 8 mars 2002, är ett studioalbum av det svenska dansbandet Barbados. För albumet fick bandet även en Grammis i kategorin "Årets dansband". 
På första upplagan kallades låt 1 felaktigt för "Saturday Night At The Movies". Detta ändrades på senare upplagor till den rätta titeln.

## Låtlista
1. Kissing In The Backrow Of The Movies
2. Aldrig i livet
3. Sweet Little Angel (cover på "Fri" av Kikki Danielsson)
4. Världen utanför
5. Om du vill
6. Keep On
7. Burning Love
8. Himlen var blå
9. Ung och vild
10. Den som jag vill ha
11. Stanna hos mig
12. Come Stay the Night (carnival version)
13. Har aldrig sett så mycket tårar
14. Natten kommer
15. Superstars
16. Världen utanför (J Pipe last minute disco remix)

## Listplaceringar
| Lista (2002) | Topplacering |
| ------------ | ------------ |
| Sverige      | 2            |

### Fotnoter
1. ↑  ”Världen utanför”. Svensk mediedatabas. 27 februari 2002. http://smdb.kb.se/catalog/id/001550035. Läst 21 november 2014.
2. ↑  ”Grammis”. Arkiverad från originalet den 17 mars 2012. https://web.archive.org/web/20120317055524/http://www.ifpi.se/wp/wp-content/uploads/100428-lc-vinnare-genom-%C3%A5ren.pdf. Läst 1 maj 2011.
3. ↑  ”Världen utanför”. Swedishcharts. 27 februari 2002. http://www.swedishcharts.com/showitem.asp?interpret=Barbados&titel=V%E4rlden+utanf%F6r&cat=a. Läst 22 november 2014.